# Amoralisme
L'amoralisme és una doctrina filosòfica segons la qual no hi ha cap moral amb fonament objectiu i universal. Plantejat al segle xix pels alemanys Stirner i Nietzsche, estableix la norma de la conducta humana en quelcom independent del bé i del mal moral, negant tota obligació i tota sanció envers aquests.
És una moral alterna fonamentada en la raó i la felicitat individual, rebutjant manaments i imposicions ja siguin creences de qualsevol tipus, tradicions, costums, lleis o reglaments; no planteja el contrari al bé com equivocadament podria entendre's, sinó una valoració de la conducta i de les normes de convivència enfocades a la voluntat de les existències humanes. El danès Kierkegaard també té un concepte similar sobre com viure amoralment però amb espiritualitat, basant-se en la fe cristiana.
L'amoralisme està relacionat amb conceptes vitalistes en filosofia, contractualistes en el dret, voluntaristes en la política. L'amoralisme és un element que pot trobar-se en les filosofies egoistes, en l'existencialisme o en la filosofia de l'absurd.